# Marie-Louise Aucher
Marie-Louise Doignon, meglio nota come Marie-Louise Aucher (Parigi, 18 gennaio 1908 – Aix-en-Provence, 10 ottobre 1994), è stata una musicista e cantante francese.
Nasce a Parigi in rue Notre Dame des Champs da genitori originari di Poitiers. Nel 1928 sposa Jean Aucher, capo dei laboratori di ricerca della società cinematografica Pathé e dal quale ha tre figli.
Cantante professionista, nel 1960 ha analizzato la corrispondenza tra le vibrazioni dei suoni e il corpo umano, fondando così un nuovo tipo di psicofonia, approccio innovativo nella didattica dell'emissione della voce, soprattutto legato all'aspetto del canto; il metodo è stato riconosciuto dall'Académie des Sciences di Parigi.

## Opere
- 1968 - Les plans d'expression, schéma de psychophonie, son application au chant sacré (Mamé)[4]
- 1977 - L'homme sonore (Épi)
- 1983 - Vivre sur sept octaves (Editions Résonances)
- 1991 - Le chant de l'energie (Hommes et groupes)
- 1993 - En corps chanté (Hommes et groupes)

## Discografia
- Je me chante - 30 chansons pour la decouverte du corps vivant et l'eveil[5]
- Chansons pour l'enfant à naître
- Cantavoxe (EP)